# Soprano lleugera
La soprano lleugera és un matís dins del registre vocal de la soprano. El seu registre és del mi natural central (a vegades fins i tot del do natural central) fins al do7.

## Característiques
La soprano lleugera té una veu de gran abast en els aguts, amb una gran claredat, nitidesa i agilitat que li permeten executar complicats ornaments com notes picades en el registre més agut de la seva veu sense gaire dificultat. En canvi, no sol tenir molta sonoritat en el seu centre.

## Papers
Alguns dels papers més coneguts són:
- Adina, a L'elisir d'amore, de Gaetano Donizetti.
- Lakmé, a Lakmé, de Léo Delibes.
- La Reina de la Nit, a La flauta màgica, de Mozart.
- Gilda, a Rigoletto, de Giuseppe Verdi.

## Cantants
Algunes de les més cèlebres sopranos lleugeres són, en ordre alfabètic:
- Diana Damrau (Günzburg, Suàbia, Alemanya, 1971), alemanya
- Natalie Dessay (Lió, França, 1965), francesa
- Edita Gruberová (Rača, districte de Bratislava, Eslovàquia, 1946 – Zúric, Àustria, 2021), eslovaca
- Lucia Popp (Lucia Poppová, Záhorská Ves, regió de Bratislava, Eslovàquia, 1939 – Múnic, Alemanya, 1993), eslovaca
- Yma Sumac (Ichocan, Cajamarca, Perú, 1922 - Los Angeles, Califòrnia, EUA, 2008), peruana
- Violetta Villas (Czesława Cieślak, Lieja, Bèlgica, 1938 - Lewin Kłodzki, Baixa Silèsia, Polònia, 2011), polonesa